# 休姆西區

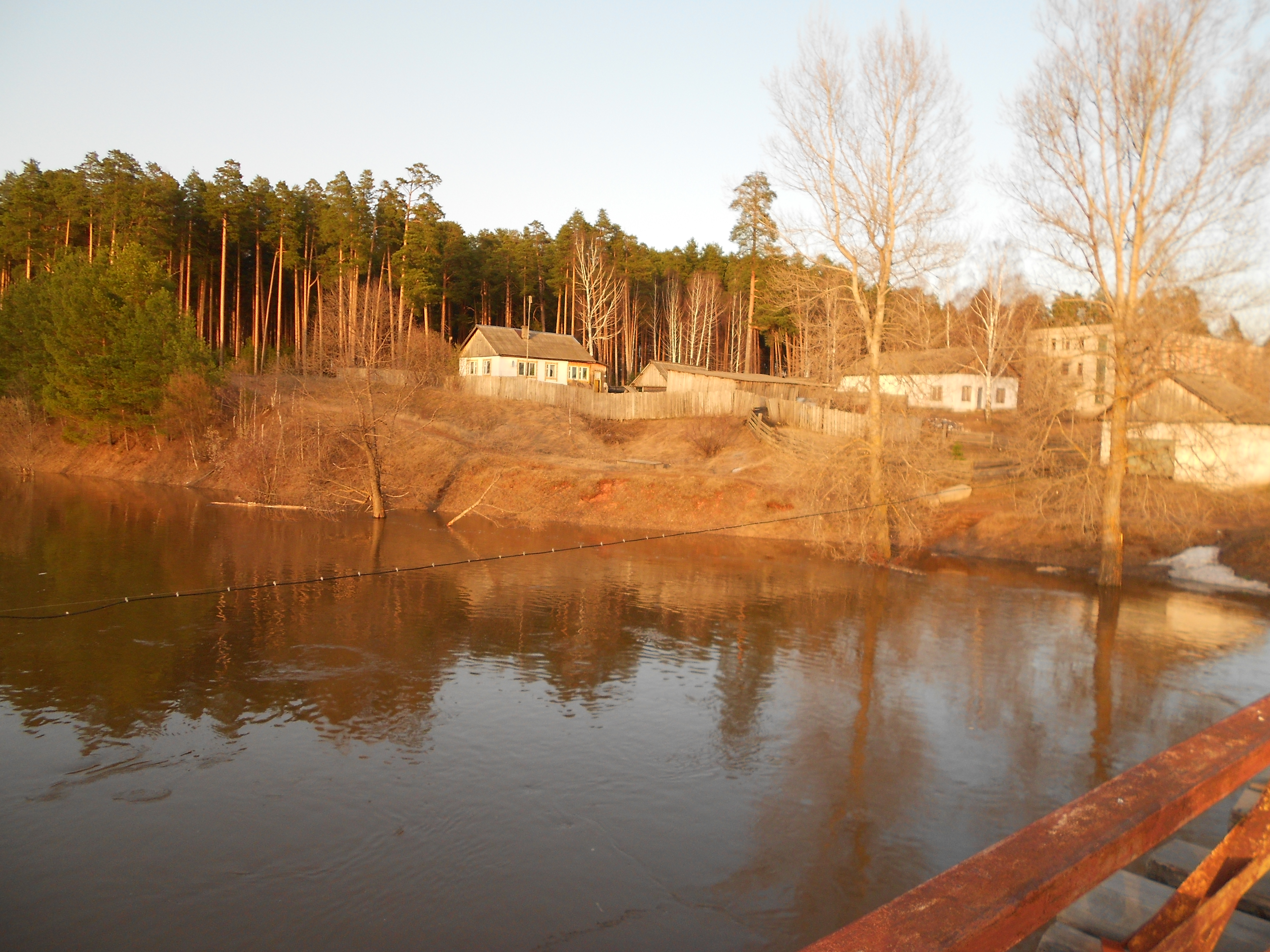

57°09′32″N 50°57′36″E / 57.159°N 50.960°E
休姆西區（俄语：Сюмсинский район），是俄羅斯的一個區，位於該國西南部，由烏德穆爾特共和國負責管轄，面積1,789.7平方公里，2010年人口13,401，人口密度每平方公里7.49人。